# Стецюк Світлана Сергіївна
Світлана Сергіївна Стецюк (19 серпня 1974) — українська легкоатлетка. Майстер спорту України міжнародного класу. Учасник літніх Паралімпійських ігор 2016 року.
Займається легкою атлетикою у Дніпропетровському регіональному центрі з фізичної культури і спорту інвалідів «Інваспорт».

## Досягнення
- Срібна призерка чемпіонату світу 2013 року.
- Дворазова срібна призерка чемпіонату Європи 2014 року.
- Дворазова чемпіонка міжнародного турніру 2016 року.
- Дебютантка  XV літніх Паралімпійських ігор 2016 року.